# Pontcharraud
Pontcharraud é uma comuna francesa na região administrativa da Nova Aquitânia, no departamento de Creuse. Estende-se por uma área de 9,56 km². Em 2010 a comuna tinha 82 habitantes (densidade: 8,6 hab./km²).